# Pierre Tchibota
Pierre Tchibota (Pointe-Noire, República del Congo, 5 de diciembre de 1968) es un exfutbolista de la República del Congo que jugó en la posición de delantero.

## Carrera

### Club
Jugó toda su carrera con el AS Cheminots de 1985 a 1999, equipo con el que anotó 263 goles en 420 partidos y fue campeón nacional en 1995.

### Selección nacional
Jugó para Congo en 12 ocasiones de 1992 a 1997 y anotó tres goles, dos de ellos fueron en la Copa Africana de Naciones 1992.

## Logros
- Primera División del Congo (1): 1995